# Richardina parvioculata
Richardina parvioculata is een tienpotigensoort uit de familie van de Stenopodidae. De wetenschappelijke naam van de soort is voor het eerst geldig gepubliceerd in 2009 door Saito & Komatsu.